# 郑州二环路
郑州二环路是一条位于河南省郑州市的环形道路，由农业路、桐柏路、航海路、城东路和经三路合围而成，全长28公里，于2004年年底全线通车。

## 工程重点
农业路与桐柏路之间的铁路是郑州二环路的主要障碍，为此，2003年7月开建农业路铁路立交桥，该工程是中国国内最大的下穿式铁路立交桥。